# Noordergracht (Franeker)
De Noordergracht, ook bekend als Noorder Gracht, is een gracht in de Friese stad Franeker aan de noordzijde van het centrum.
Aan de oostzijde van de binnenstad heeft de Noordergracht verbinding met de Oosterstadsgracht en de Oude Trekvaart en aan de noordoostzijde met de Dongjumervaart. In westelijke richting loopt de gracht langs het Noorderbolwerk en kruist het houten Elfsteden Bruggetje bij de Botniasteeg en de stenen brug in de straat Hocquart. Bij de Noorderbleek in de noordwesthoek van de binnenstad gaat de gracht verder als Kromme Gracht en is er verbinding met de Sexbierumervaart. De 700 meter lange Noordergracht maakt deel uit van de route van de Elfstedentocht.

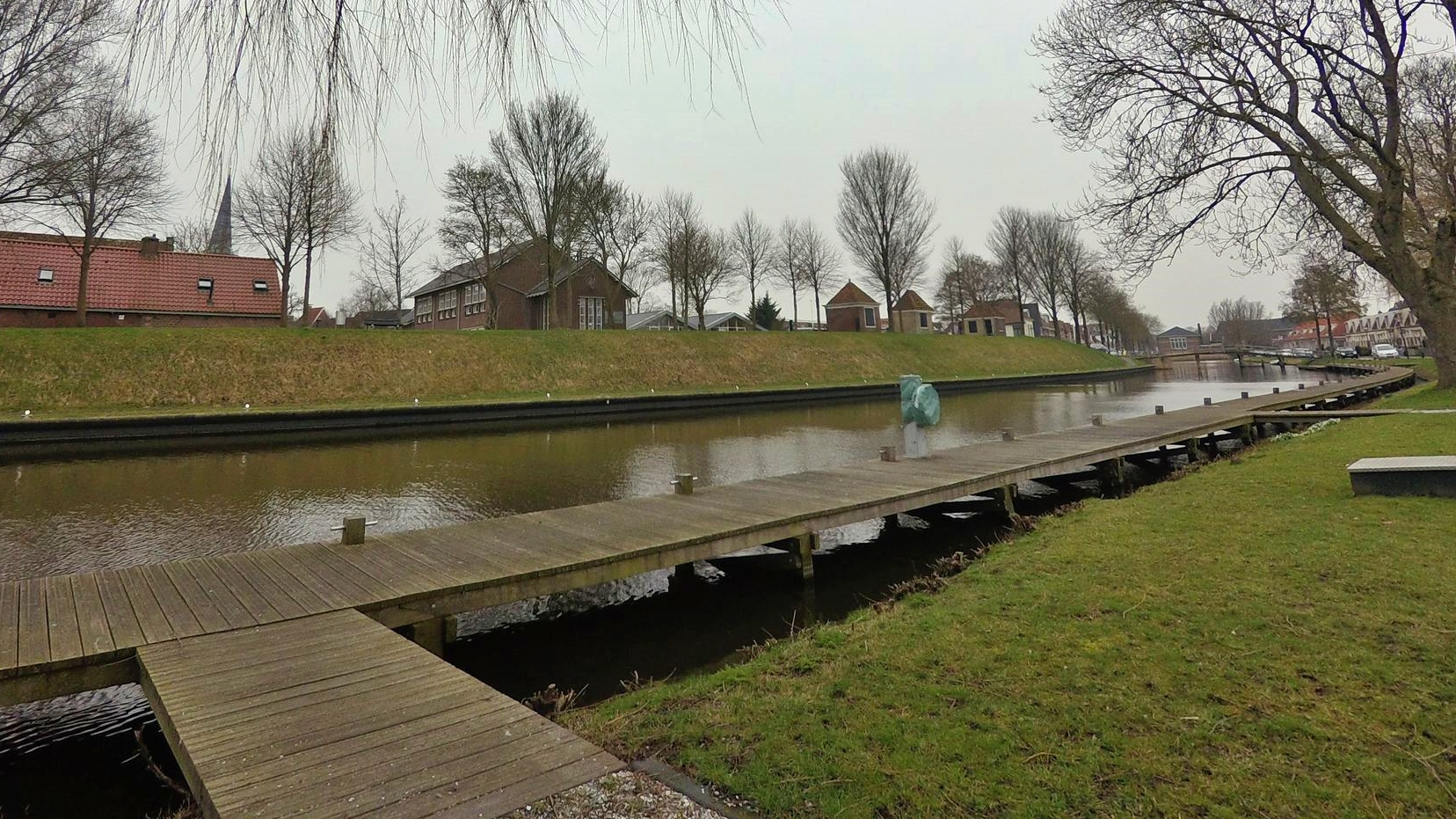
De Noordergracht langs het Noorderbolwerk

Zwette · Stadsgracht (Sneek) · Geeuw · Wijddraai · Wijde Wijmerts · Nauwe Wijmerts · Noorder Ee · Ee (Woudsend) · Slotermeer · Slotergat · Slotermeer · Luts · Van Swinderenvaart · Spookhoekstervaart · Rijstervaart · Oud-Karre · Johan Frisokanaal · Morra · Johan Frisokanaal · Noorderdijkvaart · Het Wijd · De Gronzen · Indijk · Zijlroede (Hindeloopen) · Oude Oostervaart · Dijkvaart · Horsa · Burevaart · Diepe Dolte · Workumertrekvaart · Het Kruiswater · Stadsgracht (Bolsward) · Witmarsumervaart · Harlingervaart · Bolswardervaart · Zuidoostersingel · Noordoostersingel · Noordergracht (Harlingen) · Van Harinxmakanaal · Sexbierumervaart · Noordergracht (Franeker) · Dongjumervaart · Ried · Berlikumerwijd · Moddergat · Wierzijlsterrak · Blikvaart · Zuidhoekstervaart · Ouwe Rij · Leistervaart · Finkumervaart · Dokkumer Ee · Het Kleindiep · Dokkumer Ee · Oudkerkstervaart · Murk · Ouddeel · Bonkevaart (finish)